# Prosta zwyczajna
Prosta zwyczajna (ang.: ordinary line) – prosta konfiguracji przechodząca przez dokładnie dwa punkty konfiguracji. Pojęcie to jest używane w matematyce współczesnej w takich teoriach jak geometria algebraiczna, geometria rzutowa, geometria kombinatoryczna, np. w tezie twierdzenia Sylvestera-Gallai.
Pojęciem dualnym do prostej zwyczajnej jest punkt zwyczajny.